# Savage Cove-Sandy Cove
Savage Cove-Sandy Cove est une municipalité, située sur l'Île de Terre-Neuve, dans la province de Terre-Neuve-et-Labrador, au Canada. Elle est traversée par la route 430.